# 박춘석
박춘석(朴椿石, 1930년 5월 8일~2010년 3월 14일)은 대한민국의 작곡가이다. 본명(本名)은 박의병(朴義秉), 호(號)는 백호(白皓)이다.

## 생애
박춘석은 1930년 5월 8일 서울특별시에서 태어나 경기고등학교를 졸업하여 서울대학교 음악학과에 입학했으나 끝내 중퇴하고 경희대학교 영어영문학과에 편입학을 한 이후 학사 학위를 마쳤다.
1952년 미8군 무대에서 피아니스트 첫 데뷔한 그는 1955년 백일희가 부른 《황혼의 엘레지》를 작사, 작곡하면서 작곡가로 데뷔하여 그 이후에 《비 내리는 호남선》,《마포종점》,《초우》를 포함한 2700여개 작품을 작곡하였다. 특히 가수 이미자의 노래를 많이 작곡했으며, 《한번 준 마음인데》와 《섬마을 선생님》을 작곡한 작곡가로 유명하다. 그는 이후 국내 최고의 작곡가로 발돋움하였고, 일본에서도 유명해져 일본의 국민가수 미소라 히바리에게 곡을 취입해 주기도 하였다.
KBS 가요대상과 KBS 가요, 가사, 음반기획상, MBC 10대 가요제 특별상 등 가요계에서 수상을 많이 했으며, 1995년에는 옥관문화훈장(4등급)을 받기도 하였다.
1990년에는 세계 법보사 회장을 맡기도 했고, 1992년에는 통일국민당 창당 발기인과 통일국민당 문화예술행정특임고문, 이후 1996년 자유민주연합 문화예술행정특임고문 직위로 잠시 활동한 경력이 있다.
평생 독신으로 살았으며, 1994년 뇌졸중으로 쓰러진 이후 작곡 활동을 잠정 중단했고, 동생 박금석의 보살핌을 받다가 2010년 3월 14일에 자택에서 81세의 나이로 숨졌다.
박춘석의 시신은 2010년 3월 18일에 경기도 남양주시 화도읍 월산리 모란공원에 묻혔으며, 2010년 사후 은관문화훈장이 추서되었다.

## 수상
- KBS 가요대상
- KBS 가요ㆍ가사ㆍ음반기획상
- MBC 10대가요제 특별상
- KBS 가요대상 작곡상
- 제1회 대한민국 연예예술상
- 1995년 옥관문화훈장(4등급)
- 2010년 은관문화훈장(2등급, 추서)

## 학력
- 서울봉래초등학교 졸업
- 경기고등학교 졸업
- 서울대학교 음악대학 중퇴
- 경희대학교 영어영문학과 학사

## 경력
- 1990년 세계 법보사 회장
- 1992년 통일국민당 창당 발기인